# Hiệp định The Hague (1661)
Hiệp định The Hague (còn được gọi là Hiệp định Den Haag) được ký kết năm 1661 giữa những đại diện của Đế quốc Hà Lan và Đế quốc Bồ Đào Nha. Theo những điều khoản của hiệp định, Cộng hòa Hà Lan công nhận chủ quyền của Bồ Đào Nha đối với Tân Hà Lan (Brazil thuộc Hà Lan) đổi lại số tiền bồi thường 4 triệu reis, chuyển từ 2 triệu Caroli Guilders, được thanh toán trong vòng 16 năm.

## Lịch sử
Năm 1648-49 lực lượng Luso-Brazil đánh bại Hà Lan trong trận Guararapes lần thứ nhất và thứ nhì, và dần dành lại đất đại của họ. Ngoài ra, những cuộc chiến giữa người Anh và Hà Lan đã làm suy yếu lực lượng Hà Lan ở khắp nơi. Vào tháng 1 năm 1654, người Hà Lan đầu hàng và ký hiệp định Taborda, nhưng đó chỉ là một thỏa ước tạm thời.
Sau khi chiến tranh Anh-Hà Lan lần nhất kết thúc, Cộng hòa Hà Lan bắt đầu từ tháng 5 năm 1654 giành lại Tân Hà Lan. Đại Pensionary của Hà Lan Johan de Witt không đồng ý với chiến thuật mạnh tay này vì ông cho rằng thương mại quan trọng hơn việc sở hữu lãnh thổ. Do đó, một hiệp ước hòa bình được ký ngày 6 tháng 8 năm 1661 tại The Hague với điều khoản Tân Hà Lan được bán cho Bồ Đào Nha với giá trị tương đương 63 tấn vàng. Hiệp ước sau đó dẫn đến một thỏa thuật giữa Java thuộc Hà Lan và Đông Timor thuộc Bồ Đào Nha/ Hà Lan hứa không xâm phạm Timor vì Hiệp ước The Hague phát biểu không bên nào được tuyên chiến hoặc xâm phạm lãnh thổ hoặc thuộc địa đối phương.

## Sách
- Cabral de Mello, Evaldo, O Negócio do Brasil - Portugal, os Países Baixos e o Nordeste 1641-1669. Rio de Janeiro: Topbooks, 1998. ISBN 85-86020-76-1